# Agfa Box

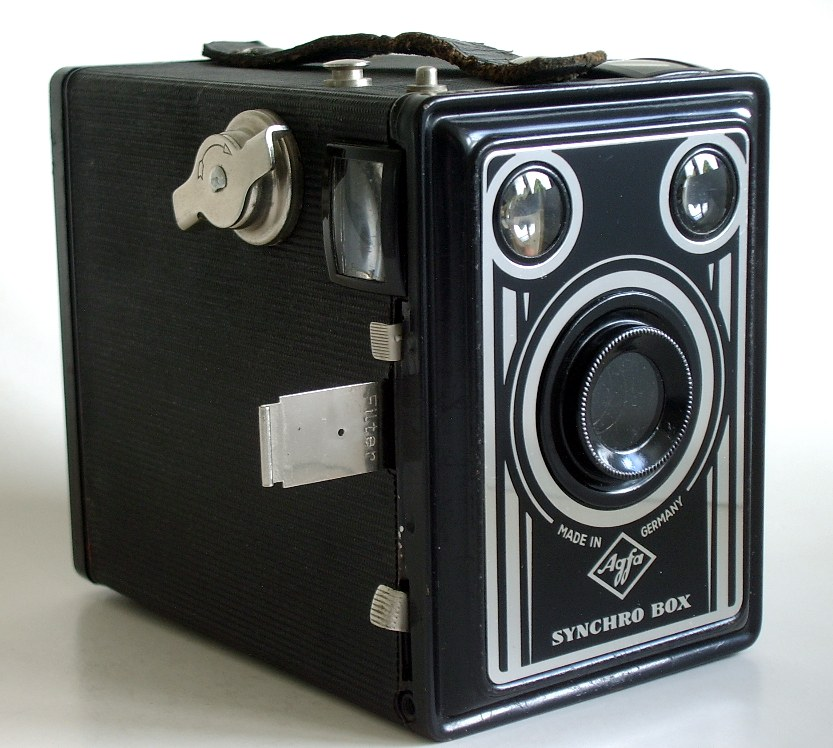
Agfa Box; Box 600, auch Synchro-Box genannt (1949 bis 1957)

Die Agfa Box ist eine Serie von Boxkameras, meist im Negativformat 6×9 cm. Sie wurde zwischen 1930 und 1957 (bzw. 1965, wenn man die Clack dazuzählt) vom Agfa Camerawerk München in verschiedenen Varianten produziert.

## Vorkriegszeit

### Die erste Agfa-Box
Im September 1930 kam folgende Ankündigung heraus: „Die Agfa I. G. Farbenindustrie A. G., bringt neuerdings eine Kleinkamera im Kastenformat für das Format 6 × 9 in den Handel, die zum niedrigen Preise von 13 RM angeboten wird …“ Im weiteren Verlauf war von einem lichtstarken Objektiv (dabei handelte es sich allerdings um eine Übertreibung), einem widerstandsfähigen Aluminium-Gehäuse und gefederter Filmandruckplatte die Rede. Von dieser Box gab es sogar eine Spezialausführung, die man am silberfarbenen Zierrahmen auf der Frontplatte erkennen konnte und für nicht einmal 2 RM Aufpreis eine erheblich bessere Ausstattung bot: Musste sich das Standardmodell mit einem einfachen Rotationsverschluss ohne Auslöserrückstellung und Mattscheibensucher begnügen, gab es beim Luxusmodell einen Zweilamellenverschluss und Brillantsucher, zudem ein lichtstärkeres Objektiv und eine Entfernungseinstellung. Letztere bestand aus einem dreistufigen Hebel mit den Positionen Fern (ab 5 m), Gruppe (2,5 m bis 5 m) und Porträt (1,5 m bis 2,5 m), auf diesen Aufwand verzichteten alle Nachfolger. Schon im Weihnachtsgeschäft verkaufte sich der neue Apparat ausgezeichnet, beide Modelle brachten es noch 1930 auf eine Stückzahl von 44.000. (Technische Einzelheiten zu Verschluss und Sucher siehe Box-Kamera)

### England-Box

#### Werbeaktion
Der ersten in Deutschland vorgestellten Agfa-Box ging ein groß angelegter Test auf dem englischen Markt voraus. Dort verteilte die Zeitung Daily Herald eine große Menge von Kameras, dem weitere Tageszeitungen und auch Zigarettenfabrikanten folgten. Die Fotohändler gaben sich über die Aktion zunächst verärgert, erfreuten sich aber kurz darauf am gigantischen Filmverkauf: die passenden Rollfilme waren sehr schnell vergriffen.

#### Modelle
Bei den verschenkten Apparaten handelte es sich um die ältesten Agfa-Boxen. Vertragsfirmen stellten sie in England her. Für ein Werbegeschenk kam kein teures Aluminium infrage, die Gehäuse bestanden vielmehr aus Stahlblech. Weitere Merkmale waren die beiden recht kleinen Sucher, sie lagen beide an derselben Gehäusekante, und das fehlende Stativgewinde – Sparmaßnahmen, die später die deutschen Aktionen übernahmen.
Es kamen drei Ausführungen in Umlauf: Die England-Box 1 hatte schwarzen Schrumpflack und als Version 1a Mattscheibensucher, als Version 1b bereits Brillantsucher. Die Box 2, ebenfalls mit Brillantsucher ausgestattet, trug genarbtes Kunstleder.

### Schulprämie

#### Vorgeschichte
Agfa beschäftigte mit dem Studienrat Richard Lange schon seit Mitte der 1920er Jahre einen „Kulturbeauftragten für die Schularbeit“ und hatte dadurch exzellente Verbindungen zum preußischen Ministerium für Wissenschaft, Kunst und Volksbildung. Lange verfasste Artikel und hielt zahlreiche Vorträge über die pädagogischen Aspekte der Fotografie. U. a. diese Aktivitäten trugen dazu bei, dass das Ministerium 1928 einen Erlass über die Einrichtung von „Lichtbilder-Arbeitsgemeinschaften für Schüler und Schülerinnen“ veröffentlichte. Es handelte sich um eine Empfehlung für Lehrer an höheren Schulen, die Fotografie im Rahmen von Arbeitsgemeinschaften in den Unterricht einzubeziehen. Die Kulturabteilung von AGFA veröffentlichte begleitend zu diesem Erlass 1929 einen „Leitfaden für den photographischen Unterricht in Schulen. Neben einleitenden pädagogischen Überlegungen und einem ausführlichen fototechnischen Teil enthält die Broschüre einen „Stoffplan für die photographische Unterweisung“. Der Erlass über die Einrichtung von Lichtbilder-Arbeitsgemeinschaften“ wurde im Mai 1930 durch einen „Heimatphotographie-Erlass“ ergänzt. Dieser Erlass mit dem Titel „Praktische Betätigung der Schüler und Schülerinnen auf dem Gebiete der Photographie“ geht davon aus, dass es sich „zunächst darum handeln [wird], das wertvolle Heimatgut, das die Natur darbietet, in Form von technisch einwandfreien und ästhetisch befriedigenden Aufnahmen zu bergen.“ Die Aufnahmen sollten der Allgemeinheit zugänglich gemacht werden, u. a. im Rahmen einer für 1931 in Berlin geplanten Naturschutzausstellung.
Zur Verbreitung der Fotografie in Schulen bzw. unter Schülern und Schülerinnen finden sich in der erwähnten Broschüre der AGFA Kulturabteilung folgenden Angaben. Danach gab es im Herbst 1928 an 592 deutschen Berufsschulen 19073 photographierende Schüler und Schülerinnen. Nach Umfragen unter rund 1600 höheren Lehranstalten bestanden im selben Zeitraum an 350 dieser Schulen Lichtbildarbeitsgemeinschaften.

#### Aktion
Im Januar kündigte Agfa an, Apparate zu verschenken: „Die Kamera wird zweckmäßig solchen Schülern und Schülerinnen zu überreichen sein, die sich auf irgendeinem Gebiet hervorgetan haben.“ Gemeinsam mit dem preußischen Kulturministerium beschloss man, je eine Kamera abzugeben an die 10- bis 14-jährigen Klassenbesten, die zwei besten der letzten Jahrgänge der Mittelschule und den letzten Jahrgang der Volksschule. Da sich die meisten anderen deutschen Länder der Aktion anschlossen, kam eine Zahl von rund 50.000 Kameras zustande. Sie gelangten im Februar 1932 mit den Zeugnissen in die Schülerhände. Die Aktion stieß auf Begeisterung, das Fachmagazin Photo-Woche schrieb darüber: „Es wird ein Lobgesang auf die Kulturfreudigkeit der Agfa angestimmt werden.“ Und es stellte sich heraus, dass den Schülern ausgezeichnete Aufnahmen gelangen.

#### Kamera
Bei der Schulprämie handelte sich um eine besonders einfach gehaltene Box, an der zahlreiche Sparmaßnahmen die Herstellungskosten senkten. Insbesondere besaß sie kein Blech-, sondern nur ein Pappgehäuse, wie man es bereits von Kodak kannte. Des Weiteren waren nur diese Pappteile (blau) beledert, Front- und Rückwand hingegen bildeten dunkelblau lackierte Bleche. Als Verschluss kam natürlich nur die einfache Variante ohne Auslöserrückstellung infrage, ein Stativgewinde gab es nicht und die kleinen Sucher lagen an einer Kante, also jener für das Hochformat. Im Handgriff war der Schriftzug „Schulprämie“ eingeprägt.

### Preisbox

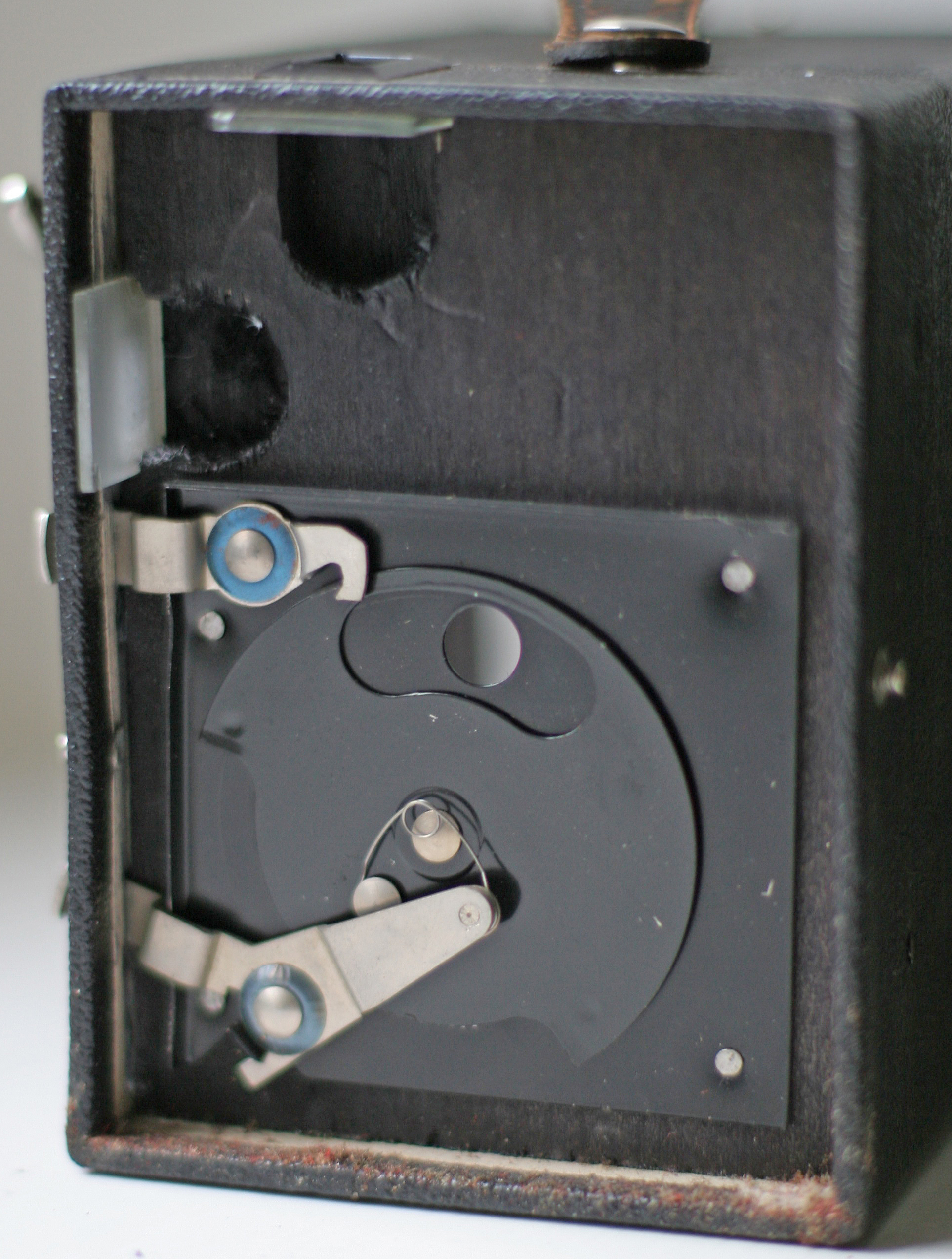
Rotationsverschluss der Box 44

#### Vorgeschichte
Die Werbeaktionen in England gerieten zwar zu einem großen Erfolg, konnten aber dennoch nicht für den deutschen Markt übernommen werden. Hier achtete jeder Händler darauf, dass branchenfremde Geschäfte seine Produkte nicht anboten. Als beispielsweise die Fotohändler Bildbände und Fotoliteratur in ihr Sortiment aufnahmen, veranstaltete der Reichsverband der Buchhändler einen gewaltigen Aufschrei. Der Agfa-Direktor Bruno Uhl setzte unter diesen Umständen eine vollkommen neue Kampagne gegen alle Widerstände durch. Hierzu führte er autorisierte Händler ein, die eine Agfa-Strahlkrone über ihrem Eingang mit der Aufschrift „autorisierter Agfa-Verkauf“ anbringen durften.

#### Aktion
Ab dem 9. Juni 1932 lief jeweils um die Mittagszeit eine Radiowerbung mit der Frage: Kennen Sie die deutschen Markstücke? Brachte man Markstücke mit den Prägungen A – G – F – A zum autorisierten Agfa-Händler, so gab es dafür die Box des Typs 44. Bei den Buchstaben handelt es sich um einen Code für die Prägestelle, A steht für Berlin, G für Karlsruhe und F für Stuttgart. Zu dieser Zeit kostete die billigste Kamera, die Balda Poka 0, immerhin 10 RM, so dass 4 RM ausgesprochen günstig erschien; der Händlergewinn lag bei 40 Pfennig. Agfa bevorratete seine Händler mit 100.000 Kameras, die Aktion geriet aber zu einem derart gigantischen Erfolg, dass die Kameras bereits nach zwei Tagen ausverkauft waren. Agfa konnte schließlich nur noch zusichern, allen Kunden irgendwann eine Kamera abzugeben, die bis zum 15. September die Markstücke bei ihrem Händler abgegeben hatten. Mitte Oktober gingen dann die letzten Kameras über die Ladentheke, insgesamt waren es rund 900.000.
Balda konnte bei der Aktion nicht tatenlos zusehen und kopierte die Agfa-Kampagne. Allerdings konnte man nicht den Prägestellen-Code verwenden, es stand weder ein B, noch ein L zur Verfügung, so dass man einfach vier Markstücke aus dem Prägejahrgang 1932 verlangte. Dafür gab es eine kaum veränderte Poka 0, also ein Apparat mit Blechgehäuse, der gegenüber der Preisbox als besserer Kauf erschien. Die Balda-Aktivitäten überraschten sehr, stellte dieses Unternehmen doch keine Filme her, die das Kameraprogramm subventionieren konnten. Die Balda ging insbesondere bei nichtautorisierten Agfa-Händlern über den Ladentisch, dabei handelte es sich typischerweise um Optiker und Drogisten, die nebenher Fotogeräte verkauften.
Balda setzte seine Werbeaktion im Oktober 1932 in Österreich fort, woraufhin sich Agfa gezwungen sah, im November mit der Preisbox nachzuziehen. Beide Unternehmen hatten damit aber keinen Erfolg – Boxkameras waren eben mehr etwas für das Sommerhalbjahr. Für die Agfa musste man einen 10-Schilling-Schein zum Händler bringen, dessen Kontrollnummer zwei Vieren enthielt, passend zur Fabrikbezeichnung Box 44.

#### Kamera
Die Box 44 besaß entsprechend der Schulprämie ein Pappgehäuse, sie war aber gewöhnlich schwarz und wies belederte Blechdeckel auf. Ausführungen in blau oder schwarz mit lackierten Deckeln gab es ebenfalls, aber selten. Der Handgriff trug entsprechend der Schulprämie ebenfalls eine Prägung, die Agfa-Raute mit dem Schriftzug „Agfa“ seltener war die Prägung „Agfa-Box“.
Darüber hinaus sind mindestens zwei Varianten bekannt: eine ohne Auslösersperre, offenbar das ältere Modell, auch erkennbar an der oberen Y-Metallclip-Schließe des hinteren Gehäusedeckels und die Version mit Auslösersperre, wobei der Clip für den hinteren Gehäusedeckel rechteckig ist.
Für die Preisbox erschien einiges Zubehör, sowohl von Agfa selbst, wie auch von Fremdfirmen – darunter auch Balda. Dazu gehörte Stativhalter (gab es doch kein Stativgewinde an der Box), Portraitlinse für den Bereich zwischen 1 m und 2 m, Gelbfilter und Selbstauslöser, letzterer war – gemessen an der Kamera – technisch recht aufwendig.

#### Weitere Werbeaktionen
Die Fotohändler nahmen bis zum 3. Juni 1933 eine Preisbox zum vollen Kaufpreis zurück, wenn der Kunde die 26 RM teure Taschenklappkamera Billy Record kaufte. Die zumeist kaum benutzten Apparate verwendete Agfa für eine große Werbeaktion im Sommer 1934: An Nord- und Ostsee-Stränden warfen „Glücksflieger“ mit dem Agfa-Logo bedruckte Bälle ab. Wer einen besonders gekennzeichneten Ball fand, konnte diesen bis zum 31. August 1934 gegen eine Preisbox eintauschen.
An der Küste fuhr auch der „Isochrom-Dampfer“. Das Fahrgastschiff steuerte sehenswerte Ziele an, woraufhin Megaphon-Durchsagen den fotografierenden Gästen die geeignete Belichtungseinstellung mitteilten. Dabei kamen auch Box-Besitzer zu guten Bildergebnissen. Die Fahrscheine dazu gab Agfa kostenlos ab.

### Isochrom-Box
Zur Einführung des Isochrom-Films kam die Isochrom-Box heraus. Den neuen Film durfte man in sämtliche Kameras einlegen, aber Agfa führte ihn mit einer gigantischen Werbekampagne ein; so hatte es z. B. 1933 für den Isochrom-Film als einziges Unternehmen eine Anzeigenwerbung auch auf der Rückseite eines broschierten Baedekers (Berlin und Potsdam.Kleine Ausgabe) platziert. Die Isochrom-Box besaß eine Aluminium-Front mit silberfarbenen Zierleisten, große Mattscheiben-Sucher (links und rechts, also nicht über Eck angeordnet), ein Schutzglas vor dem Auslöser, Scharniere für den hinteren Deckel, eine Auslösesperre und eine Raste für die Umschaltung von Moment- auf Zeitaufnahme. Es gab aber weder Stativgewinde noch Abblendmöglichkeit. Diese Box ging aber zumeist in den Export, auf dem deutschen Markt kam ihr Verkaufspreis von 7,50 RM nicht gut an.

### Pappfamilie

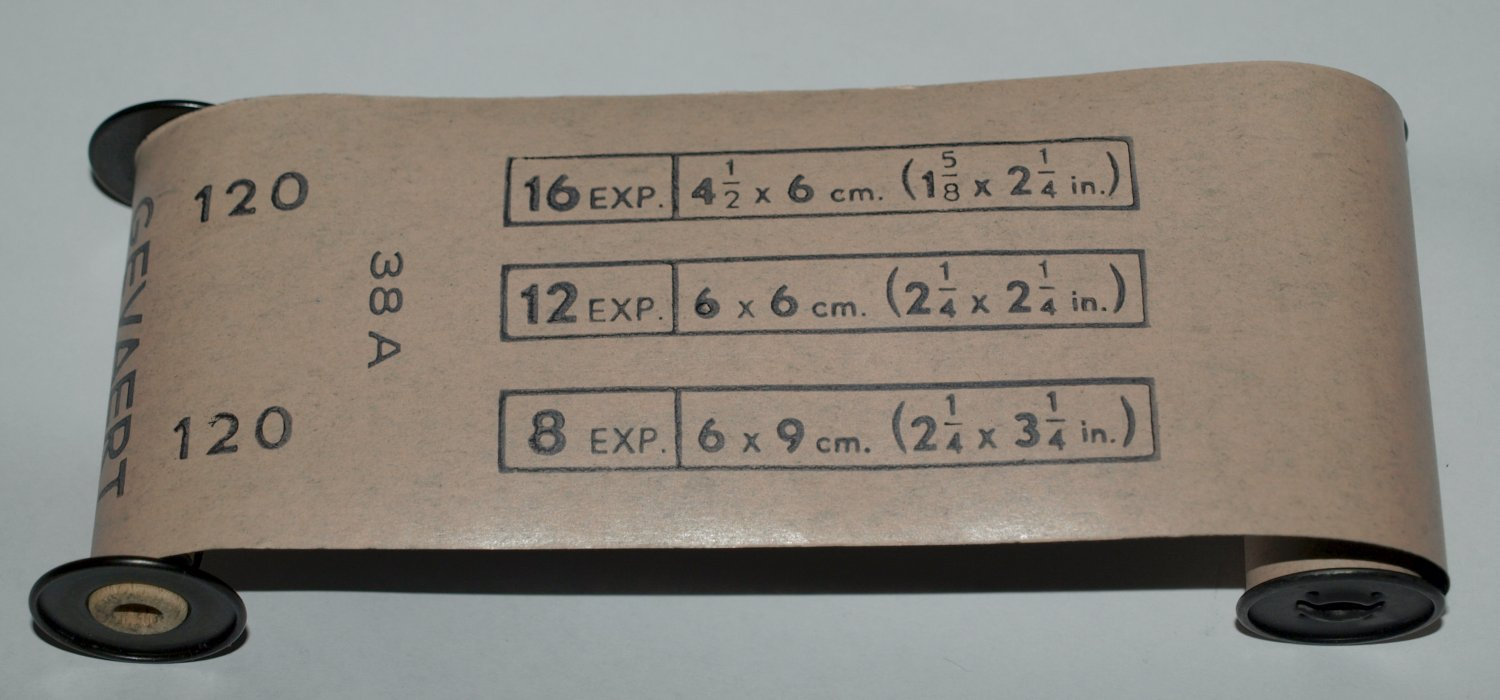
Rollfilm Typ 120, kam unter anderem in der Synchro-Box zum Einsatz

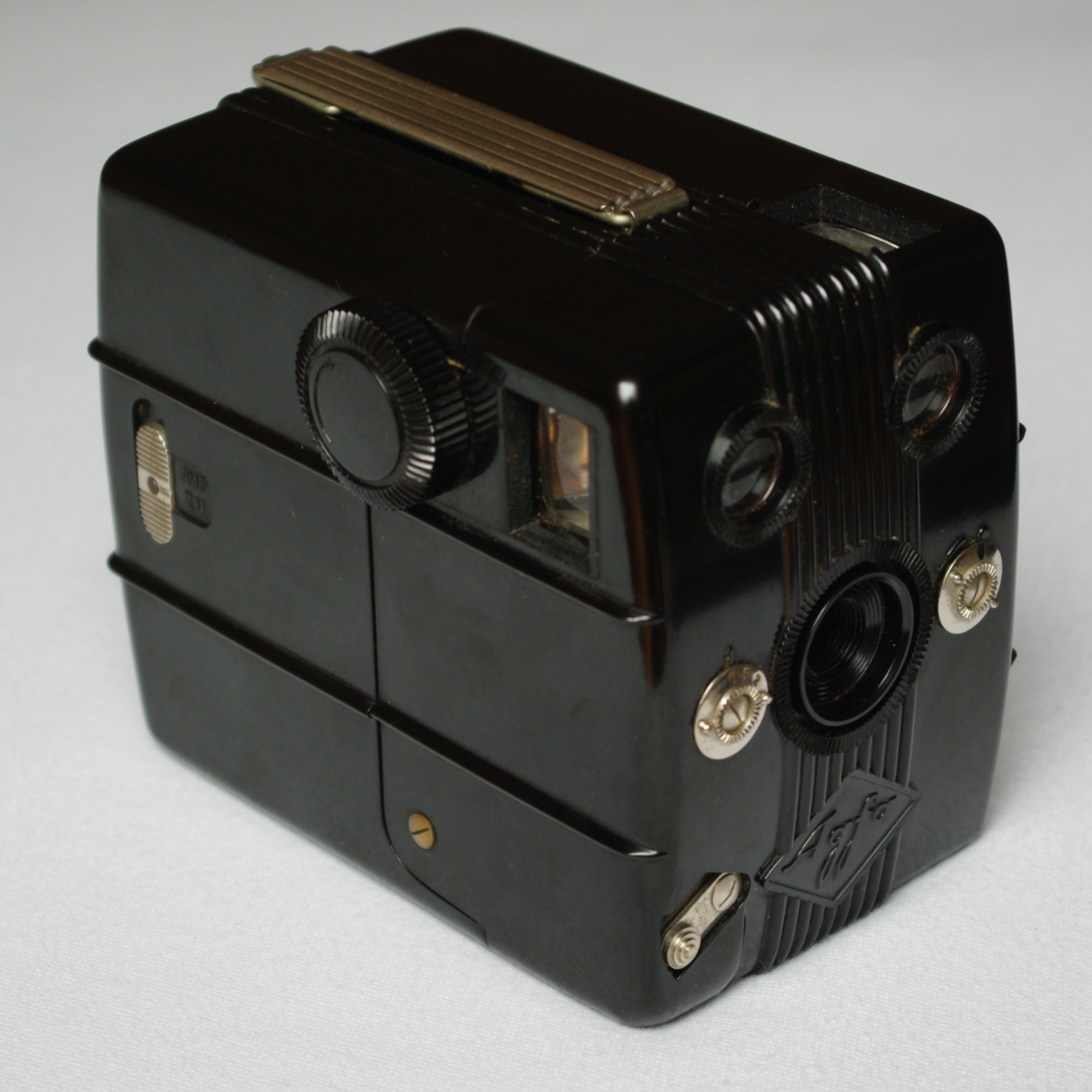
Unversehrte Trolix-Box

Eigentlich sollte die Preisbox ein einmaliges Sonderangebot bleiben, hieß es doch bei ihrer Ankündigung: „Die Agfa-Preisbox ist eine besonders für diesen Zweck hergestellte Box-Kamera. … Sie erscheint nicht in der Agfa-Liste und ist regulär als Markenartikel nicht käuflich.“ Schließlich erschien ein Pappgehäuse auch dann recht primitiv, wenn Agfa dafür den Begriff „Sperrpappe“ verwendete. Aber Balda und Eho boten weiterhin preisgünstige Konkurrenzmodelle an und die teure Isochrom-Box verkaufte sich schlecht, so dass Agfa noch bis Ende 1938 Pappmodelle im Programm hielt:
Bei der so genannten Augenbraue-Box (BOX 84) verliefen die Zierlinien in Form von Augenbrauen über den beiden Eintrittsöffnungen der Brillantsucher. Die nachfolgende Box 94 unterschied sich mit einer Front im Art-déco-Design. Sie nannte sich nach der deutschen Bezeichnung für den Rollfilm vom Typ 120 auch B 2, so konnte man sie von der Cadet A 8 unterscheiden, der einzigen Agfa-Box für den kleinen Rollfilm, Typ 127 (entsprechend A 8). Die Ausstattung der beiden Modelle unterschied sich nicht. Auch die Box 04 gehört zu den Pappkonstruktionen, sie ließ sich durch Umlegen zweier Klappen an der Filmbühne für zwei Formate verwenden, entsprechend bestand das Zählwerk aus zwei Sichtfenstern, eins für 6 × 9 und ein weiteres für 4,5 × 6. Alle Pappkonstruktionen verzichteten auf ein Schutzglas vor dem Verschluss.

### Trolix-Box

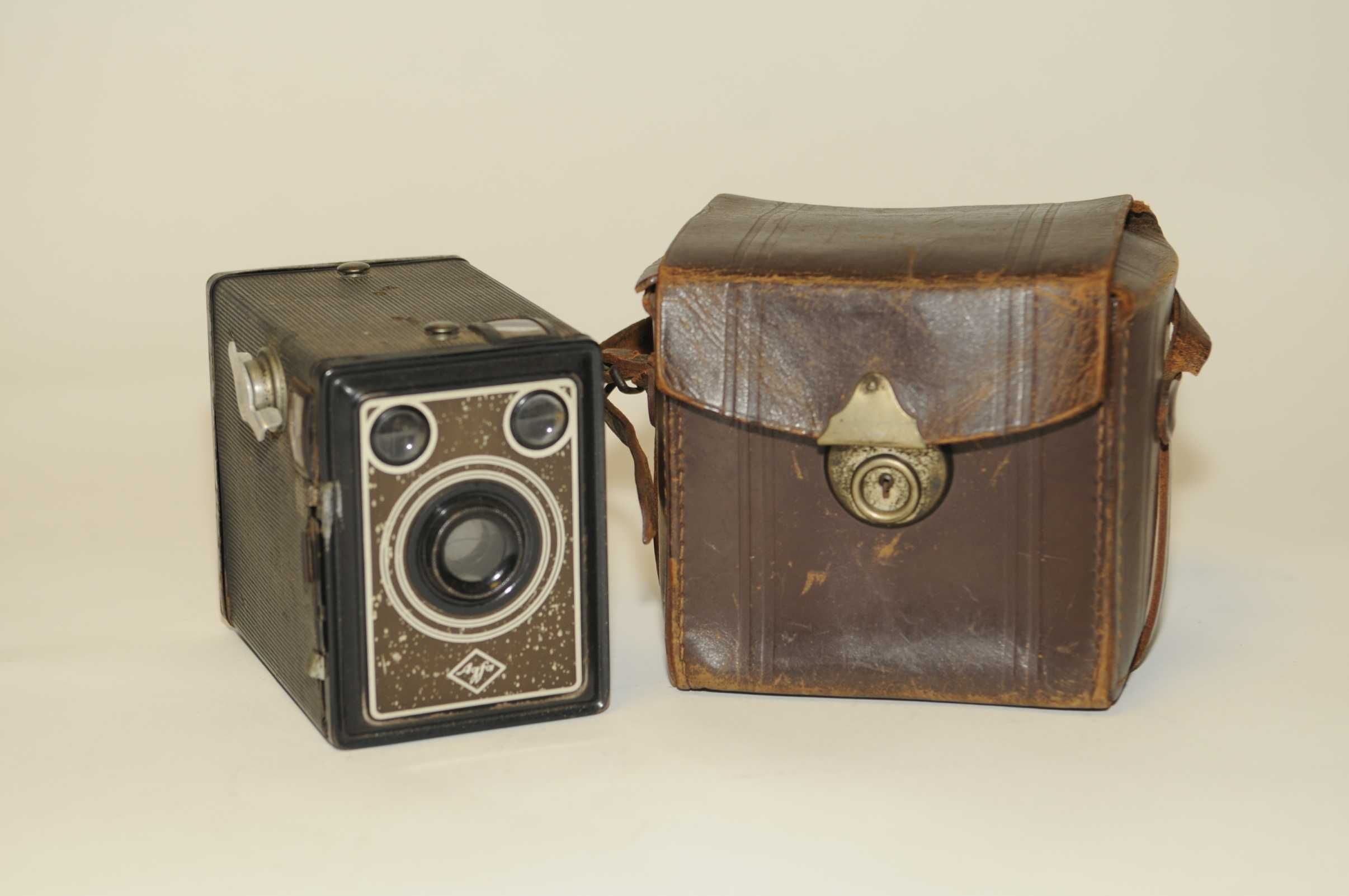
Box 45

Die zu den Olympischen Spielen 1936 erschienene Box 14 besaß ein Gehäuse aus Trolitan. Dies ist der Handelsname für den braun-schwarzen Kunststoff Bakelit der Dynamit AG in Troisdorf, ein ebenfalls zur I.G. Farben gehörendes Unternehmen. Mit modellierten Vertikalstreifen kam diese Kamera im – allerdings recht strengen – Art-déco-Design daher. Die beiden Brillantsucher lagen versenkt, um Spiegelungen zu vermeiden, und es gab einen versenkbaren Metallgriff auf der Oberseite. Das Gehäuse wurde zunächst in einer Form gegossen, dann gehärtet. Der Agfa-Katalog warb mit seiner Widerstandsfähigkeit gegen Wasser, verdünnte Säuren und Laugen, Hitze und Kälte und pries seine gute Haltbarkeit. Tatsächlich zeichnete sich Bakelit durch seine Sprödigkeit aus, was diesen Werkstoff für Kameragehäuse wenig geeignet erscheinen und die große Zeit der Kunststoffgehäuse erst nach dem Krieg beginnen ließ, bei Agfa mit der Clack. Auch führte es zum höheren Gewicht von 540 g. Die Trolix besaß ungeachtet ihres hohen Preises von 9,50 RM ebenfalls nur ein einlinsiges Objektiv, den einfachen Verschluss ohne Rückstellung, keinen Drahtauslöseranschluss und nur ein Stativgewinde für Hochformat. Auch konnte man sie für Langzeitaufnahmen wegen ihres abgerundeten Bodens nicht einfach auf den Tisch stellen. Fortschrittlich hingegen erschienen die vernickelten Drehräder an der Vorderseite, eins für die Verschlusszeit, das andere für die kleinere Blende (f/16) und erstmals auch für ein eingebautes Gelbfilter. Obwohl die Trolix schon zur schwer verkäuflichen Oberklasse gehörte, befand sie sich immerhin vier Jahre, bis weit in die Kriegszeit hinein, in Produktion.

### Box 45
1938 beendete eine moderne Stahlblech-Box die Pappära, es handelt sich um die erste Stahlblech-Box seit dem ersten Ganzmetall-Modell von 1930. Sie ersetzte das Modell 94 und gab sich auch gegenüber der weiter gebauten Trolix mit dem doppeltwirkenden Verschluss (siehe Boxkamera) wesentlich fortschrittlicher. Seine Federkraft erzeugte eine Stahlsaite, womit er ausgesprochen sanft ablief. Das Objektiv schützte eine Glasscheibe, die bekannte und 1 RM teure Portraitlinse ließ sich für Nahaufnahmen im Bereich von 1 m bis 2 m wieder aufstecken. In den Strahlengang konnte man einen Gelbfilter und die Blende f/16 einschwenken, was allerdings per Hebel geschah – nicht per Drehrad, wie bei der Trolix. Es gab – entsprechend den erfolgreichen Pappmodellen – eine Zierfront, die übrigen Seitenteile waren aber mit dem Kunststoff Robusit überzogen. Dies führte zu einem ausgesprochen modernen Aussehen. Im Gehäuse befanden sich zwei Stativgewinde. Diese Kamera konnte Agfa noch bis 1941 produzieren.

## Nach 1945

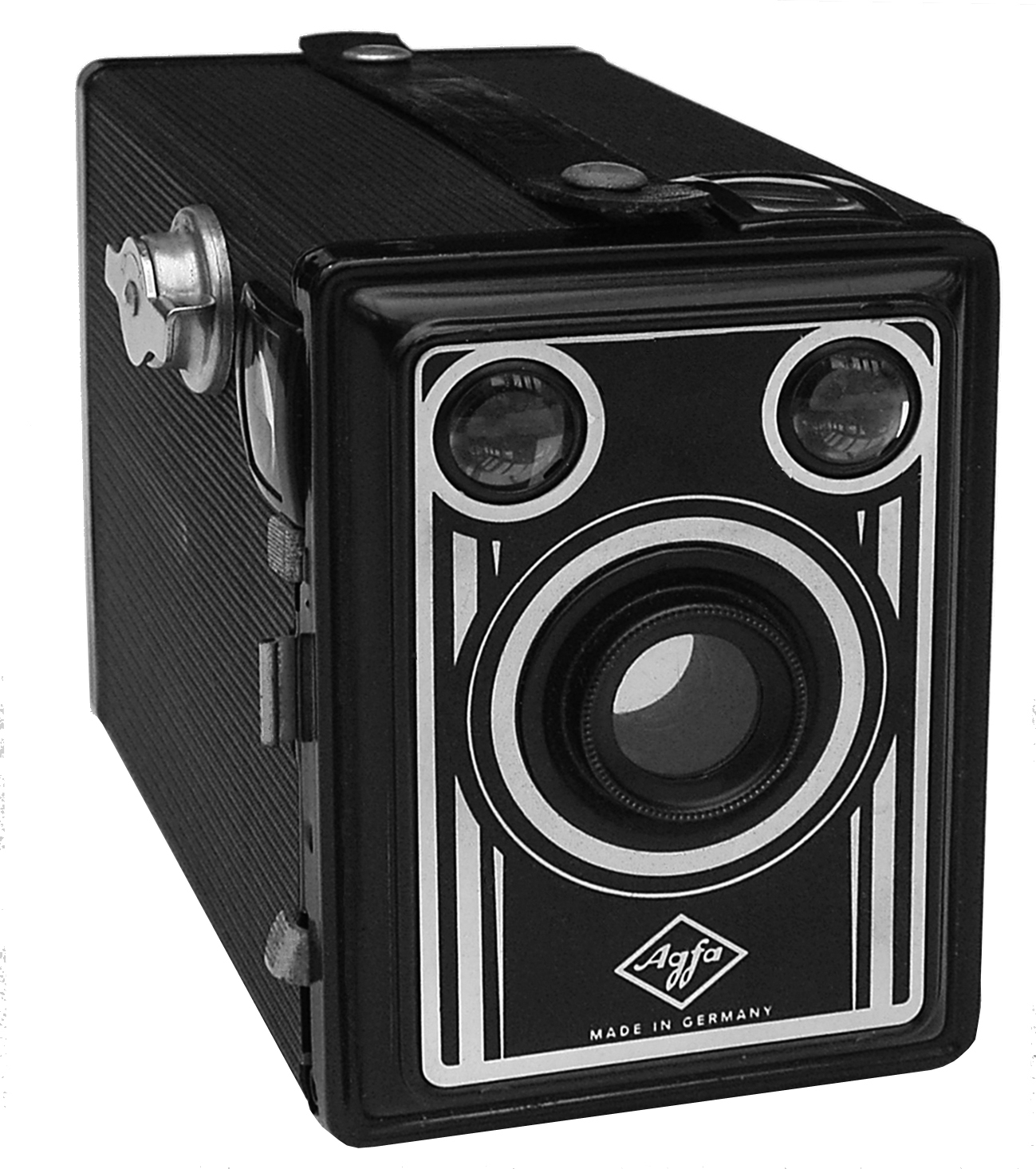
Box 50

### Box 50
Nach dem Zweiten Weltkrieg hielt man in Fachkreisen die Einfachkameras für das große Format 6 × 9 für antiquiert, dennoch setzte Agfa weiterhin darauf. Man verkündete dabei: „Bewusst hat die Agfa das große klassische Format 6 × 9 beibehalten, sie weiß, dass der Amateur damit stets das beste Ergebnis erzielen wird“. Ließ sich das Festhalten am Format noch verstehen, so verwunderte zumindest, dass das bedeutende Unternehmen die letzte Vorkriegsbox technisch weitgehend unverändert wieder auflegte. Äußerlich unterschied sie sich nur durch die Frontplatte im neuen Design und den „englischen“ Stativgewinden (¼″ statt ⅜″). Im Inneren gab es einen kleinen Rückschritt, den Verschluss trieb nun eine Schraubenfeder an, was nicht mehr so sanft wie früher ablief. Dieser Apparat geriet aber ungeachtet des inzwischen urigen Aussehens zum riesigen Erfolg.

### Synchro-Box

#### Kamera

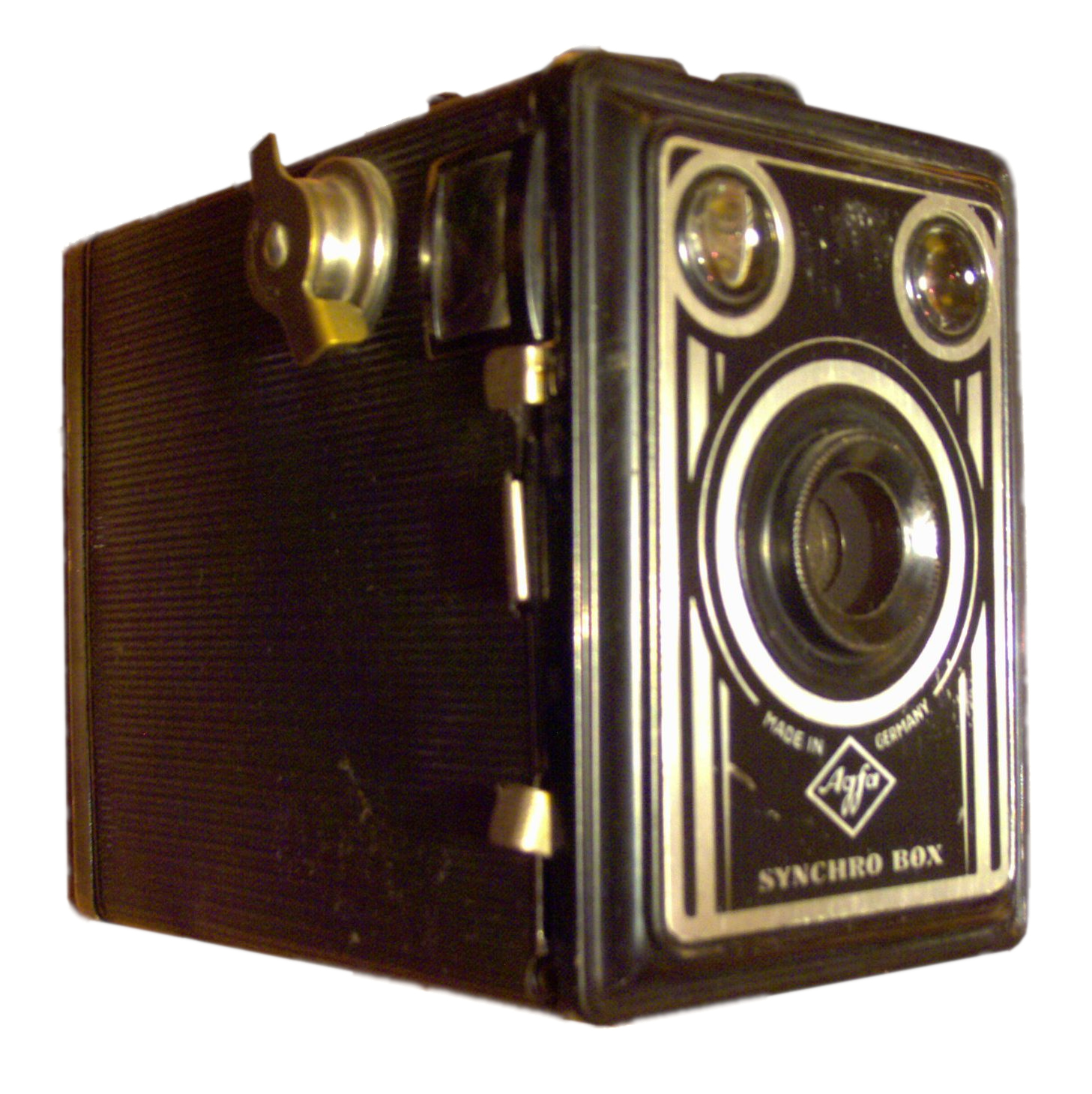
Synchro-Box

1951 verwandelte sich die sonst unveränderte Box 50 dadurch in die Synchro-Box, dass sie Anschlüsse für ein Blitzgerät erhielt. Auf der Oberseite gab es hierzu zwei Kontakte, auf die ein spezielles Blitzgerät, der Vacu-Blitz aufgesteckt werden konnte. Dieses Gerät kostete 6,50 DM zzgl. Batterie. Es verwendete Blitzbirnen, die Batterie sorgte dabei für die Zündspannung. Diese reichte aber für ein zuverlässiges Blitzen nicht aus, weswegen im Frühjahr 1955 der Agfa-Box-Blitzer K herauskam. Er arbeitete mit 22,5-V-Hörgeräte-Batterie und Kondensator, kostete aber mit 9,50 DM plus 3,50 DM für die Batterie nahezu so viel wie die Kamera selbst.
Die Blitzbirnchen brachten mit ihrer einfachen Handhabung einen erheblichen Komfortgewinn. Auch konnte man bei nicht mehr ausreichenden, aber vorhandenen Umgebungslicht fotografieren; was mit dem Beutelblitz (siehe Boxkamera) noch nicht funktionierte, da man den Verschluss eine Weile geöffnet halten musste.

#### Werbeaktion
Auch nach dem Krieg bemühte sich Agfa wieder um vielbeachtete Werbeaktionen, wenngleich man die Preisbox-Kampagne nicht mehr überbieten konnte. Im Sommer 1952 warb man mit dem Slogan: Hast du keine – Box – leih’ dir eine! Die autorisierten Händler konnten auf eigene Kosten die Synchro-Box bestellen und 14 Tage lang für 1 DM verleihen, natürlich in der Erwartung, dass sie anschließend gekauft wird. Agfa stellte dafür Leihvertrags-Urkunden, Anstecknadeln und farbige Werbeposter zur Verfügung. Der Erfolg fiel unterschiedlich aus und hing ganz vom Engagement des einzelnen Fotohändlers ab. Darüber hinaus gab es den Photowettkampf mit der Box, für den Agfa 5.000 Preise aussetzte und der in Zeitungen und Rundfunk oft Erwähnung fand. Bis zum Einsendeschluss am 30. September 1952 gingen 53.000 Fotos ein.

### Clack

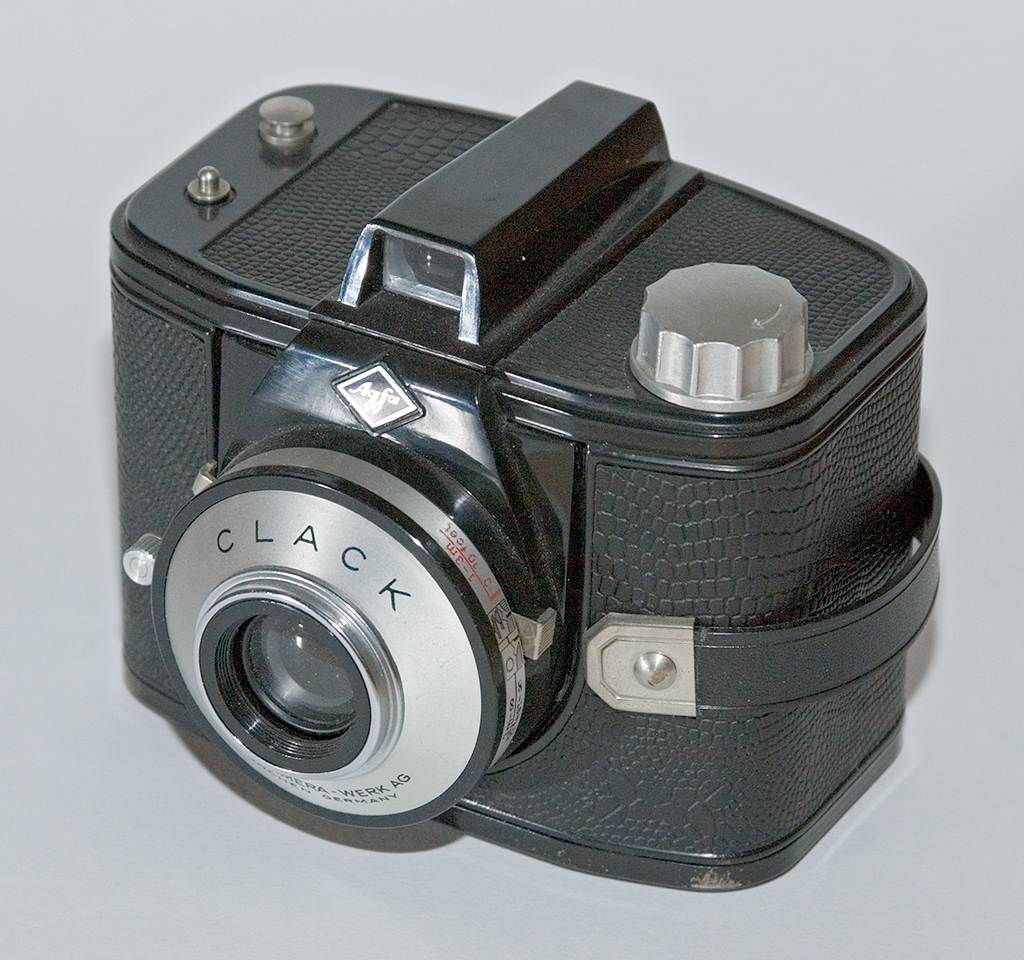
Agfa Clack

Die Agfa Clack wurde gewöhnlich als letzte Box angesehen, wenngleich sie mit ihrem Kunststoffgehäuse und dem Durchsichtsucher schon wie eine gewöhnliche Kamera erschien. Auch produziert sie in Normalhaltung quer- anstatt hochformatige Bilder. Allerdings verwendete sie ebenfalls ein einlinsiges Objektiv und das Format 6×9. Der Name Clack ergab sich aus dem Auslösegeräusch. Zum Filmeinlegen musste das Gehäuse, der „Cameramantel“, wie es in der Anleitung hieß, nach unten abgezogen werden. Eine Besonderheit war die gebogene Filmebene, die sich dem Bereich der besten Abbildungsqualität des einfachen Objektivs besonders gut anpasste. Die Linse lag nun vor, anstatt wie bislang hinter der Blende (siehe Boxkamera), so dass sich ein kleiner Tubus vorn an der Kamera befand. An dessen linker Seite befand sich ein Hebel mit drei Stellungen:
- f/16, Entfernung ab 3 m
- f/11, Entfernung ab 3 m
- f/11 Entfernung 1 bis 3 m durch eingeschwenkte Nahlinse

Die späte Ausführung der Clack enthielt einen eingebauten Gelbfilter anstelle der Blende f/16. Mit einem weiteren Hebel, rechts am Tubus, konnte wie gewohnt von Momentaufnahme mit 1⁄35 s Belichtungszeit auf Zeitaufnahme umgeschaltet werden, der dazu erforderliche Drahtauslöser-Anschluss lag direkt daneben. Oben auf dem Gehäuse befanden sich der gleiche Blitzanschluss, wie von der Synchro-Box bekannt. Agfa bot aber eigens den Clibo-Blitzer für 9,50 DM an. Ihn konnte man dadurch zusammenklappen, dass man seinen Griff in den Reflektor schwenkte. Für die Clack gab es Bereitschaftstaschen aus braunem Leder sowie – weit häufiger anzutreffen – aus Weichkunststoff in den Farben Hellbraun, Dunkelgrün und Rot. Das moderne Gehäuse, beklebt mit schwarzen Lederimitat in einer Narbung, die an Krokodil- oder Schlangenhaut erinnerte, verfehlte seine Wirkung nicht: Obwohl die Clack mit 19,50 DM Verkaufspreis für einen Apparat mit Meniskuslinse schon ausgesprochen teuer war, übertraf ihre Verkaufszahl jene sämtlicher anderer Agfa-Boxen. Es folgte die nochmals erfolgreiche Click, die aber nicht mehr zu den Box-Kameras zählte.

## Agfa Box heute
Auf dem Photografica-Markt machen die Agfa Nachkriegsmodelle, also Box 50, Synchro-Box und Clack etwa die Hälfte des Angebots an Box-Kameras aus. Die Schulprämie ist ungeachtet ihrer nennenswerten Stückzahl sehr selten anzutreffen, von der Trolix sind aufgrund des empfindlichen Gehäuses praktisch keine einwandfreien Exemplare mehr zu bekommen. Die Blitzgeräte sind, wie auch bei anderen Kameraherstellern ausgesprochen rar. Sie wurden seinerzeit aufgrund der hohen Preise (auch für die erforderlichen Blitzbirnchen) kaum gekauft.

## Modelle

### Vor dem Krieg

#### Box 54 und 64 „Box Spezial“
- Erscheinungsjahr: 1930 bzw. 1931
- Objektiv: f/12,5; 105 mm bzw. f/11; 105 mm
- Gehäuse: beledertes Aluminiumblech
- Deckel vorn und hinten: beledertes Aluminiumblech
- Verkaufspreis: 13,05 RM / 14,85 RM (später: 14,50 RM / 16,50 RM)
- Stückzahl: ca. 204.000

#### Box England No. 1 & No. 2
- Erscheinungsjahr: 1930
- Objektiv: f/11; 105 mm
- Gehäuse: belederte Stahlblech
- Deckel vorn und hinten: beledertes Stahlblech
- Stückzahl: ca. 250.000

#### Box „Schulprämie“
- Erscheinungsjahr: 1932
- Objektiv: f/11, 105 mm
- Gehäuse: belederte Pappe (von Agfa als „Sperrpappe“ bezeichnet)
- Deckel vorn und hinten: dunkelblau lackiertes Blech
- Stückzahl: ca. 50.000

#### Box 44 „Preisbox“
- Erscheinungsjahr: 1932
- Gehäuse: belederte Pappe (von Agfa als „Sperrpappe“ bezeichnet)
- Deckel vorn und hinten: zumeist beledertes Blech, selten lackiert
- Verkaufspreis: 4 RM (4 einzelne Reichsmarkstücke mit den Münzzeichen: „A.G.F.A“)
- Stückzahl: ca. 900.000

#### Box 24
- Erscheinungsjahr: 1933
- Gehäuse: beledertes Stahlblech
- Deckel vorn und hinten: beledertes Blech

#### Box 34 „Isochrom-Box“
- Produktionszeit: 1933 bis 1935
- Gehäuse: beledertes Stahlblech
- Deckel vorn und hinten: beledertes Stahlblech
- Verkaufspreis: 7,50 RM

#### Box 84 „Augenbraue-Box“
- Erscheinungsjahr: 1936
- Gehäuse: belederte Pappe (von Agfa als „Sperrpappe“ bezeichnet)
- Deckel vorn und hinten: beledertes Stahlblech / Zierfront
- Verkaufspreis: 5 RM

#### Box 14 „Trolix-Box“
- Produktionszeit: Sommer 1936 bis 9. Dezember 1941
- Gehäuse: Bakelit (Trolitan)
- Verkaufspreis: 9,50 RM
- Objektiv: f/11, 105 mm
- Stückzahl: 105.100

#### Box 94 „Box B-2“
- Produktionszeit: 1937 bis 1938
- Gehäuse: belederte Pappe (von Agfa als „Sperrpappe“ bezeichnet)
- Deckel vorn und hinten: Zierfront / beledertes Stahlblech
- Verkaufspreis: 5 RM

#### Box 04
- Erscheinungsjahr: 1937
- Gehäuse: belederte Pappe (von Agfa als „Sperrpappe“ bezeichnet)
- Deckel vorn und hinten: Zierfront / beledertes Stahlblech
- Besonderheit: Zweiformat-Box für 4,5 × 6 und 6 × 9

#### Box 41 „Cadet A-8“ oder „Box A-8“
- Erscheinungsjahr: 1937
- Gehäuse: belederte Pappe (von Agfa als „Sperrpappe“ bezeichnet)
- Deckel vorn und hinten: Zierfront / beledertes Stahlblech
- Besonderheit: einzige Agfa-Box für den Filmtyp A 8 (Kodak-Bezeichnung 127)
- Verkaufspreis: 4 RM

#### Box 45
- Erscheinungsjahr: 1938
- Gehäuse: kunststoffüberzogenes Stahlblech
- Deckel vorn und hinten: Zierfront / kunststoffüberzogenes Stahlblech

### Nach 1945

#### Box 47 „Mithra-Box“
- Erscheinungsjahr: 1947
- Besonderheit: Produktion Agfa-Schweiz

#### Box 50
- Produktionszeit: 20. Dezember 1950 bis 13. Juni 1951
- Gehäuse: kunststoffüberzogenes Stahlblech
- Deckel vorn und hinten: Zierfront / kunststoffüberzogenes Stahlblech
- Verkaufspreis: 9,90 DM
- Stückzahl: ca. 599.000

#### Box 600 „Synchro-Box“
- Produktionszeit: März 1951 bis Mai 1957
- Gehäuse: kunststoffüberzogenes Stahlblech
- Deckel vorn und hinten: Zierfront / kunststoffüberzogenes Stahlblech
- Verkaufspreis: 14 DM

#### Box 620 „Agfa Clack“
- Produktionszeit: 1954 bis 1965
- Gehäuse: schwarzer Kunststoff mit Blechmantel
- Belederung: Reptilienleder-Imitat
- Verkaufspreis: 19,50 DM
- Stückzahl: ca. 1,65 Mio